# Titularbistum Pogla
Pogla ist ein Titularbistum der römisch-katholischen Kirche. Es geht zurück auf ein ehemaliges Bistum der gleichnamigen antiken Stadt in der kleinasiatischen Landschaft Pisidien in der heutigen Türkei, das der Kirchenprovinz Perge angehörte.
| Titularbischöfe von Pogla |                                    |                                                                           |                 |                    |
| Nr.                       | Name                               | Amt                                                                       | von             | bis                |
| 1                         | Emile Joseph Legal OMI             | Koadjutorbischof von Saint Albert (Kanada)                                | 29. März 1897   | 3. Juni 1902       |
| 2                         | François-Théophile-Zotique Racicot | Weihbischof in Montréal (Kanada)                                          | 14. Januar 1905 | 14. September 1915 |
| 3                         | Reinaldo Muñoz Olave               | Apostolischer Administrator von Chillán Weihbischof in Concepción (Chile) | 1. März 1916    | 16. Oktober 1942   |
| 4                         | Gregório Alonso Aparicio OAR       | Prälat von Marajó (Brasilien)                                             | 9. Januar 1943  | 12. Mai 1982       |